# Marcus Sempronius Tuditanus
Pour les articles homonymes, voir Sempronius Tuditanus.
Marcus Sempronius Tuditanus est un homme politique romain du IIe siècle av. J.-C.
En 193 av. J.-C., il devient tribun de la plèbe et fait passer la lex Sempronia de pecunia credita, loi qui étend aux prêts accordés par les alliés de Rome les règlementations romaines contre l'usure.
Quatre ans plus tard, en 189 av. J.-C., il est nommé préteur et administre la Sicile.
En 185 av. J.-C., il accède à la fonction de consul. Dans le cadre de ses fonctions, il mène des opérations militaires et bat les Ligures. Il meurt en 172 av. J.-C..